# Leiosella foliacea
Leiosella foliacea är en svampdjursart som beskrevs av Lendenfeld 1889. Leiosella foliacea ingår i släktet Leiosella och familjen Spongiidae.
Artens utbredningsområde är havet kring Australien. Inga underarter finns listade i Catalogue of Life.